# Mestský štadión Skalica
Mestský štadión Skalica – wielofunkcyjny stadion w Skalicy, na Słowacji. Obiekt może pomieścić 3000 widzów. Swoje spotkania rozgrywają na nim piłkarze klubu MFK Skalica.